# Torrberga rikkärr och sumpskog
Torrberga rikkärr och sumpskog este o arie protejată (arie specială de conservare — SAC, sit de importanță comunitară — SCI) din Suedia întinsă pe o suprafață de 1,6 ha, integral pe uscat.

## Localizare
Centrul sitului Torrberga rikkärr och sumpskog este situat la coordonatele 58°21′19″N 15°35′28″E / 58.3553°N 15.5912°E.

## Înființare
Situl Torrberga rikkärr och sumpskog a fost declarat sit de importanță comunitară în ianuarie 2002 pentru a proteja un număr necunoscut de specii din flora spontană și fauna sălbatică aflate în arealul zonei. Situl a fost protejat și ca arie specială de conservare în martie 2011.

## Biodiversitate
Situată în ecoregiunea boreală, aria protejată conține 3 habitate naturale: Păduri caducifoliate de mlaștină fino-scandinave, Taiga vestică, Mlaștini alcaline.
La baza desemnării sitului se află un număr nedeclarat de specii protejate.